# Île Moron
Pour l'île vénitienne, anciennement appelée en français île Moron, voir Murano.
L'île Moron est une île fluviale de la Loire, à Orée d'Anjou (Maine-et-Loire), face au Cellier (Loire-Atlantique), dans l'ouest de la France.
Elle est située en rive gauche (sud) du fleuve et n'en est séparée que par un étroit bras, la Boire d'Anjou ; elle fait partie de la commune d'Orée d'Anjou, à la limite ouest du département de Maine-et-Loire. En aval, presque accolée, se trouve l'île Dorelle et, en face, l'île Neuve, toutes deux sur la commune du Cellier.
L'île Moron mesure environ 1 400 mètres de long. Sa superficie est presque exclusivement occupée par des terrains agricoles et une ferme, à l'exception d'un petit étang central et de l'étang de Beauce, au sud de l'île, communiquant avec la Loire.
L'île n'est pas reliée à la rive par un pont mais deux routes submersibles en permettent l'accès.
La Divatte se jette dans la Boire d'Anjou, à hauteur de la queue (pointe aval) de l'île.